# Mistrzostwa Europy Juniorów w Lekkoatletyce 2009

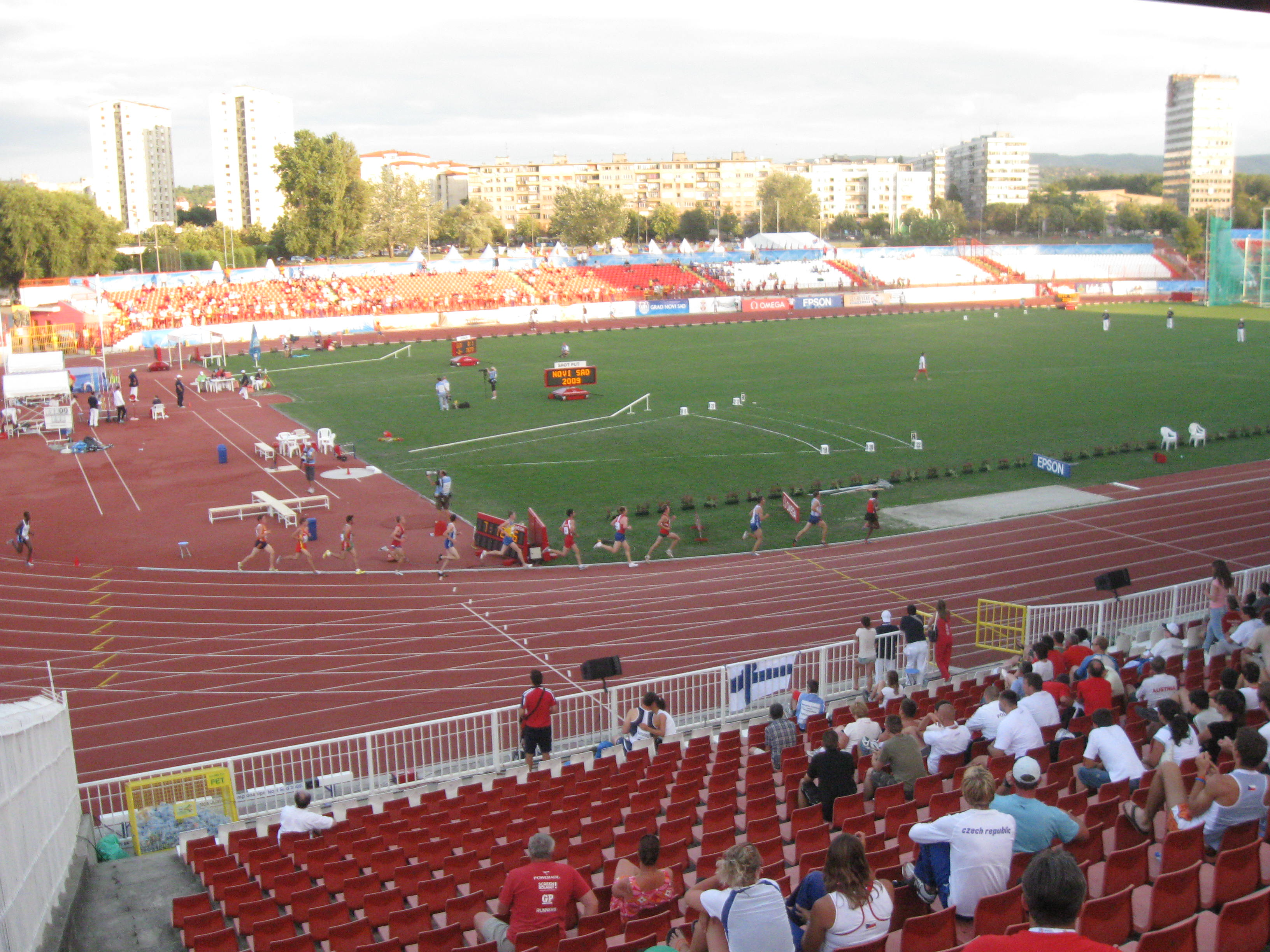
Stadion podczas mistrzostw

20. Mistrzostwa Europy Juniorów w Lekkoatletyce – zawody lekkoatletyczne, które odbyły się od 23 do 26 lipca 2009 w serbskim mieście Nowy Sad. Areną zmagań młodych sportowców był Stadion Karađorđe.
Złote medalistki w sztafecie 4 × 400 metrów – Ukrainki (3:35,82), biegnące w składzie: Olha Zemlak, Julija Krasnoszczok, Alina Łohwynenko oraz Julija Barałej zostały zdyskwalifikowane z powodu dopingu Zemlak. Złoty medal przypadł drugim na mecie Rosjankom, z trzeciej na drugą lokatę przesunięte zostały Niemki, a brązowe medale przypadły Francuzkom.

## Tabela medalowa
| Klasyfikacja medalowa |                 |    |   |   |       |
| Miejsce               | Państwo         |    |   |   | Razem |
| 1                     | Niemcy          | 10 | 9 | 6 | 25    |
| 2                     | Rosja           | 10 | 6 | 6 | 22    |
| 3                     | Wielka Brytania | 3  | 5 | 7 | 15    |
| 4                     | Azerbejdżan     | 3  | 3 | 0 | 6     |
| 5                     | Rumunia         | 3  | 1 | 1 | 5     |
| 6                     | Ukraina         | 3  | 1 | 0 | 4     |
| 7                     | Hiszpania       | 3  | 0 | 2 | 5     |
| 8                     | Norwegia        | 2  | 2 | 0 | 4     |
| 9                     | Belgia          | 2  | 0 | 1 | 3     |
| 10                    | Serbia          | 1  | 2 | 0 | 3     |
| 11                    | Białoruś        | 1  | 0 | 4 | 5     |
| 12                    | Francja         | 1  | 0 | 2 | 3     |
| 13                    | Chorwacja       | 1  | 0 | 1 | 2     |
| 14                    | Estonia         | 1  | 0 | 0 | 1     |
| 15                    | Polska          | 0  | 5 | 3 | 8     |
| 16                    | Turcja          | 0  | 3 | 1 | 4     |
| 17                    | Czechy          | 0  | 2 | 0 | 2     |
| 17                    | Węgry           | 0  | 2 | 0 | 2     |
| 19                    | Włochy          | 0  | 1 | 3 | 4     |
| 20                    | Szwecja         | 0  | 1 | 1 | 2     |
| 21                    | Czarnogóra      | 0  | 1 | 0 | 1     |
| 22                    | Dania           | 0  | 0 | 1 | 1     |
| 22                    | Finlandia       | 0  | 0 | 1 | 1     |
| 22                    | Łotwa           | 0  | 0 | 1 | 1     |
| 22                    | Holandia        | 0  | 0 | 1 | 1     |
| 22                    | Portugalia      | 0  | 0 | 1 | 1     |
| 22                    | Szwajcaria      | 0  | 0 | 1 | 1     |

W klasyfikacji punktowej Polska zajęła 4. miejsce za Niemcami, Rosją oraz Wielką Brytanią.

## Rezultaty

### Mężczyźni
| Konkurencja:                  | 1. miejsce                                                                                              | Rezultat  | 2. miejsce                                                                              | Rezultat | 3. miejsce                                                                                                   | Rezultat |
| Bieg na 100 m                 | Christophe Lemaitre                                                                                     | 10,04 EJR | Ramil Quliyev                                                                           | 10,16    | Eugene Ayanful                                                                                               | 10,37    |
| Bieg na 200 m                 | Ramil Quliyev                                                                                           | 20,33 CR  | Robert Hering                                                                           | 20,83    | Diego Marani                                                                                                 | 21,03    |
| Bieg na 400 m                 | Chris Clarke                                                                                            | 45,59     | Andrzej Jaros                                                                           | 46,75    | Louis Persent                                                                                                | 46,82    |
| Bieg na 800 m                 | Kevin López                                                                                             | 1:48,25   | Niall Brooks                                                                            | 1:49,21  | Aleksandr Szeplakow                                                                                          | 1:49,37  |
| Bieg na 1500 m                | David Bustos                                                                                            | 3:53,31   | Resul Çevik                                                                             | 3:54,30  | Simon Horsfield                                                                                              | 3:54,56  |
| Bieg na 5000 m                | Hayle İbrahimov                                                                                         | 14:01,19  | Jakub Živec                                                                             | 14:10,58 | Aitor Fernández                                                                                              | 14:20,14 |
| Bieg na 10 000 m              | Hayle İbrahimov                                                                                         | 30:06,46  | Simon Lawson                                                                            | 30:35,62 | Siarhiej Platonau                                                                                            | 30:55,92 |
| Bieg na 3000 m z przeszkodami | Antonio Abadía                                                                                          | 8:47,45   | James Wilkinson                                                                         | 8:51,54  | Jeroen D'Hoedt                                                                                               | 8:51,76  |
| Bieg na 110 m przez płotki    | Lawrence Clarke                                                                                         | 13,37     | Siergiej Szubienkow                                                                     | 13,40    | Alaksandr Linnik                                                                                             | 13,41    |
| Bieg na 400 m przez płotki    | Tobias Giehl                                                                                            | 50,85     | Marc-John Dombrowski                                                                    | 51,28    | Nikita Andrijanow                                                                                            | 51,43    |
| Chód na 10 000 m              | Stanisław Jemieljanow                                                                                   | 40:20,86  | Dienis Striełkow                                                                        | 40:24,97 | Walery Filipczuk                                                                                             | 40:29,35 |
| Sztafeta 4 × 100 m            | Niemcy · Roy Schmidt · Robert Hering · Florian Föstl · Felix Göltl                                      | 39,33     | Czechy · Martin Říčař · Lukáš Šťastný · Pavel Maslák · Václav Zich                      | 39,57    | Wielka Brytania · Andrew Robertson · Junior Ejehu · Deji Tobias · Eugene Ayanful · Funmi Sobodu (eliminacje) | 39,78    |
| Sztafeta 4 × 400 m            | Wielka Brytania · Louis Persent · Ross McDonald · Nathan Wake · Chris Clarke · Markus Hunt (eliminacje) | 3:07,82   | Niemcy · Niklas Zender · Benjamin Jonas · Sascha Eder · Marco Kaiser · Philipp Kleemann | 3:08,11  | Włochy · Andrea Daminelli · Francesco Cappellin · Alessandro Pedrazzoli · Francesco Ravasio                  | 3:09,87  |
| Skok wzwyż                    | Siergiej Mudrow                                                                                         | 2,25      | Ümit Tan                                                                                | 2,25     | Arciom Naumowicz                                                                                             | 2,19     |
| Skok o tyczce                 | Nico Weiler                                                                                             | 5,25      | Dmitrij Żelabin                                                                         | 5,25     | Henri Väyrynen                                                                                               | 5,15     |
| Skok w dal                    | Aleksandr Mieńkow                                                                                       | 7,98      | Łukasz Masłowski                                                                        | 7,85     | Dienis Bogdanow                                                                                              | 7,76     |
| Trójskok                      | Aleksiej Fiodorow                                                                                       | 16,67     | Aşkın Karaca                                                                            | 16,10    | Pavels Kovalovs                                                                                              | 16,03    |
| Pchnięcie kulą 6 kg           | David Storl                                                                                             | 22,40     | Mykyta Nesterenko                                                                       | 20,22    | Hendrik Müller                                                                                               | 19,63    |
| Rzut dyskiem 1,75 kg          | Mykyta Nesterenko                                                                                       | 65,73 CR  | Gordon Wolf                                                                             | 63,02    | Marin Premeru                                                                                                | 60,98    |
| Rzut młotem 6 kg              | Andrij Martyniuk                                                                                        | 79,54 CR  | Ákos Hudi                                                                               | 79,14    | Javier Cienfuegos                                                                                            | 79,12    |
| Rzut oszczepem                | Andreas Hofmann                                                                                         | 75,89     | Till Wöschler                                                                           | 73,66    | Łukasz Grzeszczuk                                                                                            | 73,55    |
| Dziesięciobój                 | Thomas Van der Plaetsen                                                                                 | 7769 pkt  | Petter Olson                                                                            | 7734 pkt | Kai Kazmirek                                                                                                 | 7639 pkt |

### Kobiety
| Konkurencja:                  | 1. miejsce                                                                                                | Rezultat | 2. miejsce | Rezultat | 3. miejsce                                                                        | Rezultat |
| Bieg na 100 m                 | Yasmin Kwadwo                                                                                             | 11,42    | Folake Akinyemi | 11,47    | Andreea Ogrăzeanu                                                                 | 11,47    |
| Bieg na 200 m                 | Andreea Ogrăzeanu                                                                                         | 23,70    | Alona Tamkowa | 23,72    | Anna Kiełbasińska                                                                 | 23,75    |
| Bieg na 400 m                 | Julija Barałej                                                                                            | 52,89    | Lilia Gafijatullina                                                                                                 | 53,51    | Moa Hjelmer                                                                       | 54,01    |
| Bieg na 800 m                 | Elena Mirela Lavric                                                                                       | 2:04,12  | Corinna Harrer | 2:04,51  | Jekatierina Zawjałowa                                                             | 2:04,59  |
| Bieg na 1500 m                | Daria Jaczmieniewa                                                                                        | 4:14,64  | Layeş Abdullayeva                                                                                                   | 4:16,63  | Elina Sujew                                                                       | 4:16,86  |
| Bieg na 3000 m                | Jelena Korobkina                                                                                          | 9:13,35  | Kate Avery | 9:13,68  | Louise Small                                                                      | 9:15,47  |
| Bieg na 5000 m                | Karoline Bjerkeli Grøvdal                                                                                 | 15:45,45 | Charlotte Purdue | 15:55,96 | Veronica Inglese                                                                  | 16:41,37 |
| Bieg na 3000 m z przeszkodami | Karoline Bjerkeli Grøvdal                                                                                 | 9:43,69  | Layeş Abdullayeva                                                                                                   | 9:55,95  | Louise Webb                                                                       | 10:10,34 |
| Bieg na 100 m przez płotki    | Anne Zagré                                                                                                | 13,21    | Isabelle Pedersen                                                                                                   | 13,49    | Yariatou Toure                                                                    | 13,52    |
| Bieg na 400 m przez płotki    | Inga Müller                                                                                               | 57,16    | Mila Andrić | 57,55    | Kaciaryna Arciuch                                                                 | 58,09    |
| Chód na 10 000 m              | Elmira Alembiekowa                                                                                        | 46:31,07 | Antonella Palmisano                                                                                                 | 46:59,47 | Nina Ochotnikowa                                                                  | 47:04,97 |
| Sztafeta 4 × 100 m            | Niemcy · Yasmin Kwadwo · Leena Günther · Nadja Bahl · Ruth Sophia Spelmeyer · Jessica Wenzel (eliminacje) | 44,86    | Polska · Ewelina Skoczylas · Małgorzata Kołdej · Ewa Zarębska · Anna Kiełbasińska · Katarzyna Gwiazdoń (eliminacje) | 45,12    | Holandia · Judith Bosker · Yaël van Pelt · Anouk Hagen · Jamile Samuel            | 45,88    |
| Sztafeta 4 × 400 m            | Rosja · Julija Tieriechowa · Lilia Zubkowa · Alina Safiullina · Lilia Gafijtullina                        | 3:36,25  | Niemcy · Laura Hansen · Maral Feizbakhsh · Daniela Ferenz · Inga Müller                                             | 3:37,83  | Francja · Elea Mariama Diarra · Djeneba Camara · Asta Drame · Lénora Guion-Firmin | 3:39,62  |
| Skok wzwyż                    | Natalia Mamlina                                                                                           | 1,91     | Marija Vuković | 1,89     | Burcu Ayhan                                                                       | 1,89     |
| Skok o tyczce                 | Martina Schultze                                                                                          | 4,20     | Jekatierina Kolesowa                                                                                                | 4,10     | Caroline Bonde Holm                                                               | 4,10     |
| Skok w dal                    | Darja Kliszyna                                                                                            | 6,80     | Ivana Španović | 6,71     | Anna Jagaciak                                                                     | 6,29     |
| Trójskok                      | Liane Pintsaar                                                                                            | 13,89    | Cristina Sandu | 13,61    | Jenny Elbe                                                                        | 13,55    |
| Pchnięcie kulą                | Alona Hryszko                                                                                             | 17,59    | Samira Burkhardt | 16,46    | Sophie Kleeberg                                                                   | 15,95    |
| Rzut dyskiem                  | Sandra Perković                                                                                           | 62,44    | Julia Schäfer | 55,11    | Irina Rodrigues                                                                   | 53,14    |
| Rzut młotem                   | Bianca Perie                                                                                              | 68,59 CR | Jenny Ozorai | 63,70    | Sophie Hitchon                                                                    | 63,18    |
| Rzut oszczepem                | Tatjana Jelača                                                                                            | 60,35 NR | Karolina Mor | 53,57    | Sabine Kopplin                                                                    | 53,26 PB |
| Siedmiobój                    | Carolin Schäfer                                                                                           | 5697 pkt | Kateřina Cachová | 5660 pkt | Léa Sprunger                                                                      | 5552 pkt |

## Występy Polaków

### Mężczyźni
- bieg na 100 m
  - Łukasz Gauza – odpadł w półfinale (20. miejsce)
  - Marcin Ławreszuk – odpadł w półfinale (22. miejsce)
  - Artur Szczęsniak – zajął 8. miejsce
- bieg na 200 m
  - Jakub Dobrowolski – odpadł w półfinale (12. miejsce)
  - Mateusz Jędrusik – odpadł w półfinale (13. miejsce)
- bieg na 400 m
  - Marcin Grynkiewicz – zajął 7. miejsce
  - Andrzej Jaros – zajął 2. miejsce
- bieg na 800 m
  - Jakub Trząsalski – odpadł w półfinale (20. miejsce)
- bieg na 1500 m
  - Grzegorz Kalinowski – odpadł w eliminacjach (15. miejsce)
  - Szymon Sznura – zajął 8. miejsce
  - Krzysztof Żebrowski – odpadł w eliminacjach (13. miejsce)
- bieg na 110 m przez płotki
  - Paweł Malak – odpadł w półfinale (15. miejsce)
  - Michał Szade – został zdyskwalifikowany w biegu finałowym
  - Maciej Zalwert – nie ukończył biegu eliminacyjnego
- bieg na 400 m przez płotki
  - Robert Bryliński – zajął 6. miejsce
  - Paweł Celep – odpadł w eliminacjach (18. miejsce)
- chód na 10 km
  - Adrian Błocki – dyskwalifikacja
  - Wojciech Halman – zajął 7. miejsce
  - Tomasz Wiater – dyskwalifikacja
- sztafeta 4 × 100 m
  - Mateusz Jędrusik, Artur Szczęsniak, Jakub Dobrowolski, Łukasz Gauza oraz Marcin Ławreszuk i Grzegorz Zimniewicz (eliminacje) – zajęli 7. miejsce
- sztafeta 4 × 400 m
  - Tomasz Kwiatkowski, Andrzej Jaros, Mateusz Zagórski, Marcin Grynkiewicz oraz Artur Stopyra i Paweł Celep (eliminacje) – zdyskwalifikowani w finale
- skok wzwyż
  - Łukasz Prokopczuk – zajął 13. miejsce
  - Jarosław Rutkowski – zajął 9. miejsce
- skok o tyczce
  - Adam Lisiak – zajął 6. miejsce
  - Robert Sobera – w finale nie zaliczył żadnej wysokości (sklasyfikowany na 11.-12. miejscu)
- skok w dal
  - Zachariasz Dereziński – zajął 5. miejsce
  - Łukasz Masłowski – zajął 2. miejsce
  - Krzysztof Tomasiak – odpadł w eliminacjach (13. miejsce)
- trójskok
  - Krzysztof Uwijała – zajął 11. miejsce
- pchnięcie kulą
  - Wojciech Janusz – zajął 11. miejsce
  - Konrad Partyka – zajął 12. miejsce
  - Michał Rasiński – zajął 8. miejsce
- rzut dyskiem
  - Michał Mikulicz – zajął 9. miejsce
  - Bartosz Roch – odpadł w eliminacjach (21. miejsce)
  - Damian Walkowski – odpadł w eliminacjach (14. miejsce)
- rzut młotem
  - Marcin Pastuszko – odpadł w eliminacjach (15. miejsce)
  - Norbert Rauhut – nie zaliczył żadnej próby w finale (sklasyfikowany na 11.-12. miejscu)
- rzut oszczepem
  - Łukasz Grzeszczuk – zajął 3. miejsce
  - Patryk Michalski – odpadł w eliminacjach (16. miejsce)
  - Marcin Plener – odpadł w eliminacjach (19. miejsce)
- dziesięciobój lekkoatletyczny
  - Rafał Krzeszewski – nie ukończył rywalizacji

### Kobiety
- bieg na 100 m
  - Anna Kiełbasińska – nie ukończyła biegu półfinałowego (sklasyfikowana na 16. miejscu)
  - Małgorzata Kołdej – zajęła 5. miejsce
  - Ewa Zarębska – odpadła w półfinale (11. miejsce)
- bieg na 200 m
  - Anna Kiełbasińska – zajęła 3. miejsce
- bieg na 1500 m
  - Katarzyna Broniatowska – zajęła 11. miejsce
- sztafeta 4 × 100 m
  - Ewelina Skoczylas, Małgorzata Kołdej, Ewa Zarębska, Anna Kiełbasińska oraz Katarzyna Gwiazdoń (eliminacje) – zajęły 2. miejsce
- skok wzwyż
  - Martyna Bielawska – zajęła 6. miejsce
- skok o tyczce
  - Olga Frąckowiak – zajęła 4. miejsce
  - Agnieszka Kolasa – zajęła 9. miejsce
- skok w dal
  - Martyna Bielawska – zajęła 8. miejsce
  - Anna Jagaciak – zajęła 3. miejsce
- trójskok
  - Anna Jagaciak – zajęła 4. miejsce
- pchnięcie kulą
  - Paulina Guba – zajęła 4. miejsce
  - Marta Kaniewska – zajęła 8. miejsce
  - Magdalena Żebrowska – odpadła w eliminacjach (15. miejsce)
- rzut dyskiem
  - Izabela Ogórek – zajęła 8. miejsce
- rzut młotem
  - Magdalena Szewa – zajęła 9. miejsce
- rzut oszczepem
  - Karolina Mor – zajęła 2. miejsce

## Rekordy podczas zawodów
Podczas XX Mistrzostw Europy juniorów ustanowiono 7 krajowych rekordów w kategorii seniorów.
| Zawodnik           | Reprezentacja | Konkurencja                   | Rezultat |
| ------------------ | ------------- | ----------------------------- | -------- |
| Gezashign Safarova | Azerbejdżan   | bieg na 1500 m                | 4:15,72  |
| Layeş Abdullayeva  | Azerbejdżan   | bieg na 3000 m z przeszkodami | 9:55,95  |
| Mila Andrić        | Serbia        | bieg na 400 m przez płotki    | 57,55    |
| Marija Vuković     | Czarnogóra    | skok wzwyż                    | 1,89     |
| Ivana Španović     | Serbia        | skok w dal                    | 6,71     |
| Sandra Perković    | Chorwacja     | rzut dyskiem                  | 62,44    |
| Tatjana Jelača     | Serbia        | rzut oszczepem                | 60,35    |

Ustanowiono również 9 rekordów mistrzostw Europy juniorów.
| Zawodnik                  | Reprezentacja | Konkurencja                   | Rezultat | Uwagi                  |
| ------------------------- | ------------- | ----------------------------- | -------- | ---------------------- |
| Christophe Lemaitre       | Francja       | bieg na 100 m                 | 10,04    | rekord Europy juniorów |
| Ramil Quliyev             | Azerbejdżan   | bieg na 200 m                 | 20,33    |                        |
| Siergiej Szubienkow       | Rosja         | bieg na 110 m przez płotki    | 13,35    |                        |
| David Storl               | Niemcy        | pchnięcie kulą                | 22,40    |                        |
| Mykyta Nesterenko         | Ukraina       | rzut dyskiem                  | 65,73    |                        |
| Andrij Martyniuk          | Ukraina       | rzut młotem                   | 79,54    |                        |
| Karoline Bjerkeli Grøvdal | Norwegia      | bieg na 3000 m z przeszkodami | 9:43,69  |                        |
| Darja Kliszyna            | Rosja         | skok w dal                    | 6,80     |                        |
| Bianca Perie              | Rumunia       | rzut młotem                   | 68,59    |                        |